# Bumerangnebulosan
Bumerangnebulosan (kanoniskt namn) är en protoplanetarisk bipolär reflektionsnebulosa,  som är belägen cirka 5 000 ljusår från jorden i Kentaurens stjärnbild. Den fotograferades av Hubbleteleskopet år 1998.
Holmberg & Lauberts (Uppsala observatorium) och Schuster & West (Europeiska sydobservatoriet (ESO)) upptäckte i sin kartläggning 1976 eller tidigare existensen av ett objekt på platsen. Före eller under 1978 upptäckte I.S. Glass objektet som en nebulosa tillsammans med G. Wegner,, båda från South African Astronomical Observatory, från data från ESO Quick Blue Survey. Wegner och Glass nämnde i sin artikel från 1979 en "fjärils"- eller "fluga"-liknande form. K.N.R. Taylor (University of New South Wales) och S.M. Scarrott (Durham University) gjorde observationer den 17 juli 1979 och namngav den efter bumerangen. Modellering av mätningar av nebulosans utflöde publicerat 1997 av Sahai (Jet Propulsion Laboratory) och Nyman (ESO & Onsala rymdobservatorium) visar att kelvin (K) är lägre än kosmisk bakgrundsstrålning (cmbr), och därmed den kallaste naturliga platsen som för närvarande (1997) är känd  i det observerade universum.
Centralstjärnan är en gammal stjärna. Dess maximala diametertemperatur uppskattades till 6000 K (av Wegner och Glass  1978 eller tidigare) eller 7000 K (Bujarrabal & Bachiller före juli 1990).
Boomerangnebulosan tros vara ett stjärnsystem som utvecklas mot planetarisk nebulosa. Den fortsätter att bildas och utvecklas på grund av utflödet av gas från dess kärna, där en stjärna i sitt sena skede avger massa och avger stjärnljus, vilket lyser upp stoft i nebulosan. Millimeterstora stoftkorn skymmer delar av nebulosans centrum, så det mesta av det synliga ljuset som slipper ut sker i två motsatta lober som bildar en distinkt timglasform, sett med data från rymdteleskopet på jorden. Den utströmmande gasen expanderar snabbt ut i rymden med en hastighet av ca 164 km/s. Denna gasexpansion resulterar i nebulosans ovanliga K. 
Med hjälp av observationer från 1994 och 1995 med det 15-meter stora Swedish-ESO Submillimetre Telescope i Chile drog astronomerna Sahai och Nyman slutsatsen att kolmonoxidmolekyler (CO) som producerades efter stjärnabsorption av CO i ett binärt system av nebulosan, vilka strömmade ut som en gasvind, var mindre kinetiskt exciterade än den lokala yttre rymden (cmbr). Strålningsöverföringen av cmbr till CO-delarna av nebulosvinden tyder på att endast dessa delar måste ha ett kelvintemperaturtillstånd som är unikt det lägsta av alla observerade platser i naturen.
Den kinetiska energin (KE) från CO-utflödet teoretiseras som en produkt av evolutionen av den gemensamma höljet, vilket var en förändring i den yttre miljön (ett hölje) i det binära systemets dubbla omloppssystem. KE i utflödet teoretiseras som en miljö som tvingas ut från området för den större stjärnans omloppssystem genom absorptionen av den mindre stjärnan in i den större stjärnans kärna genom terminal gravitationell attraktion. Kylning till temperatur under cmbr sker genom adiabatisk expansion.
En följd av periodiska observationer från november 2011 (Atacama Large Millimeter Array) och juni 2012 (Australia Telescope Compact Array) med arkiverade observationer från Hubbleteleskopet (HST) (1998 och 2005) avslöjade andra egenskaper. Nebulosans synliga dubbellob observerades vara omgiven av ett större sfäriskt område av kall gas som endast ses i radiovåglängder på submillimeternivå. Nebulosans yttre kanter verkar gradvis värmas upp. 
I mitten av 2017 antog man att stjärnan i nebulosans centrum är en döende röd jätte.

## Galleri

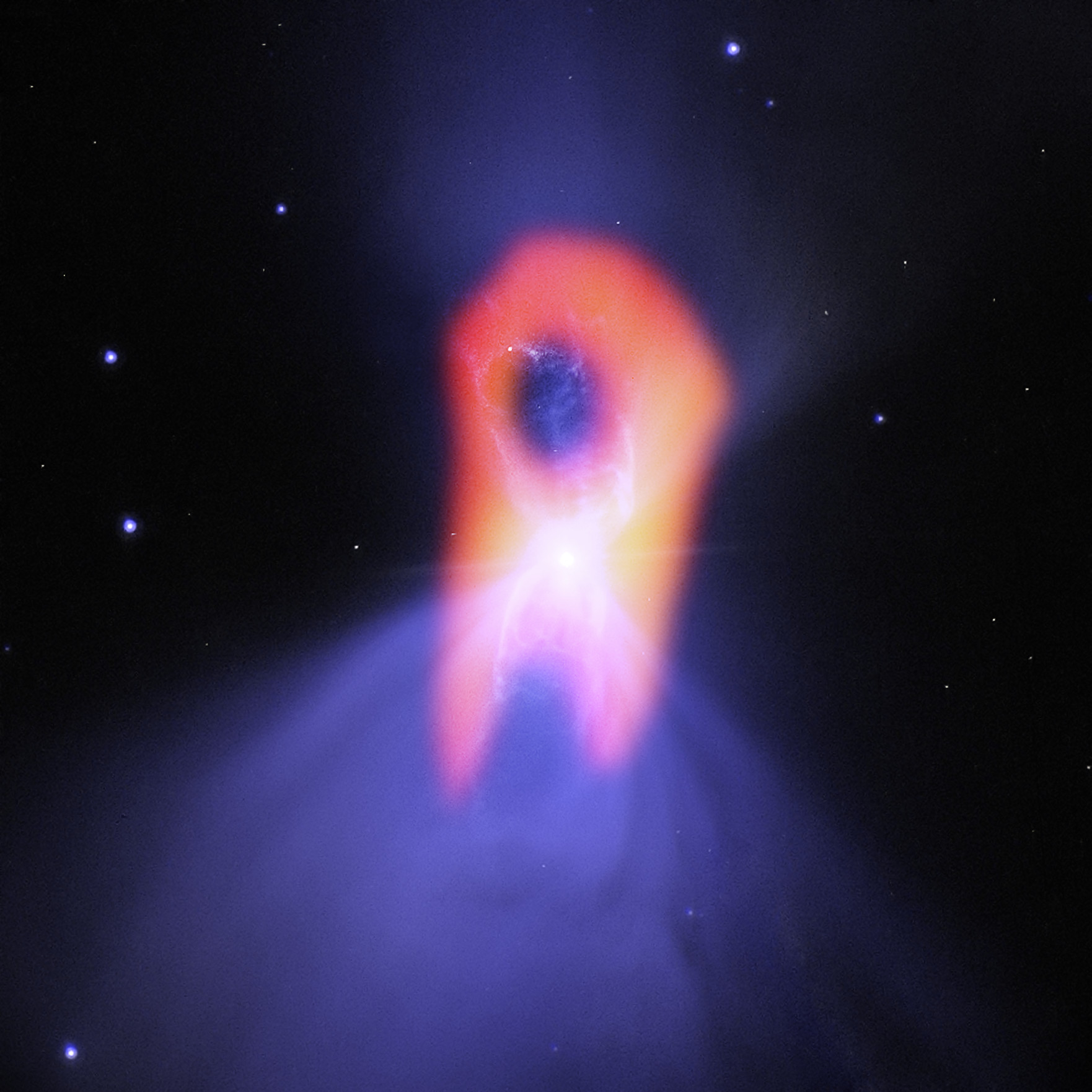
Avbildad med polarisationsfilter (analogt med polariserade solglasögon) och färgkodad efter vinkeln i samband med det polariserade ljuset.
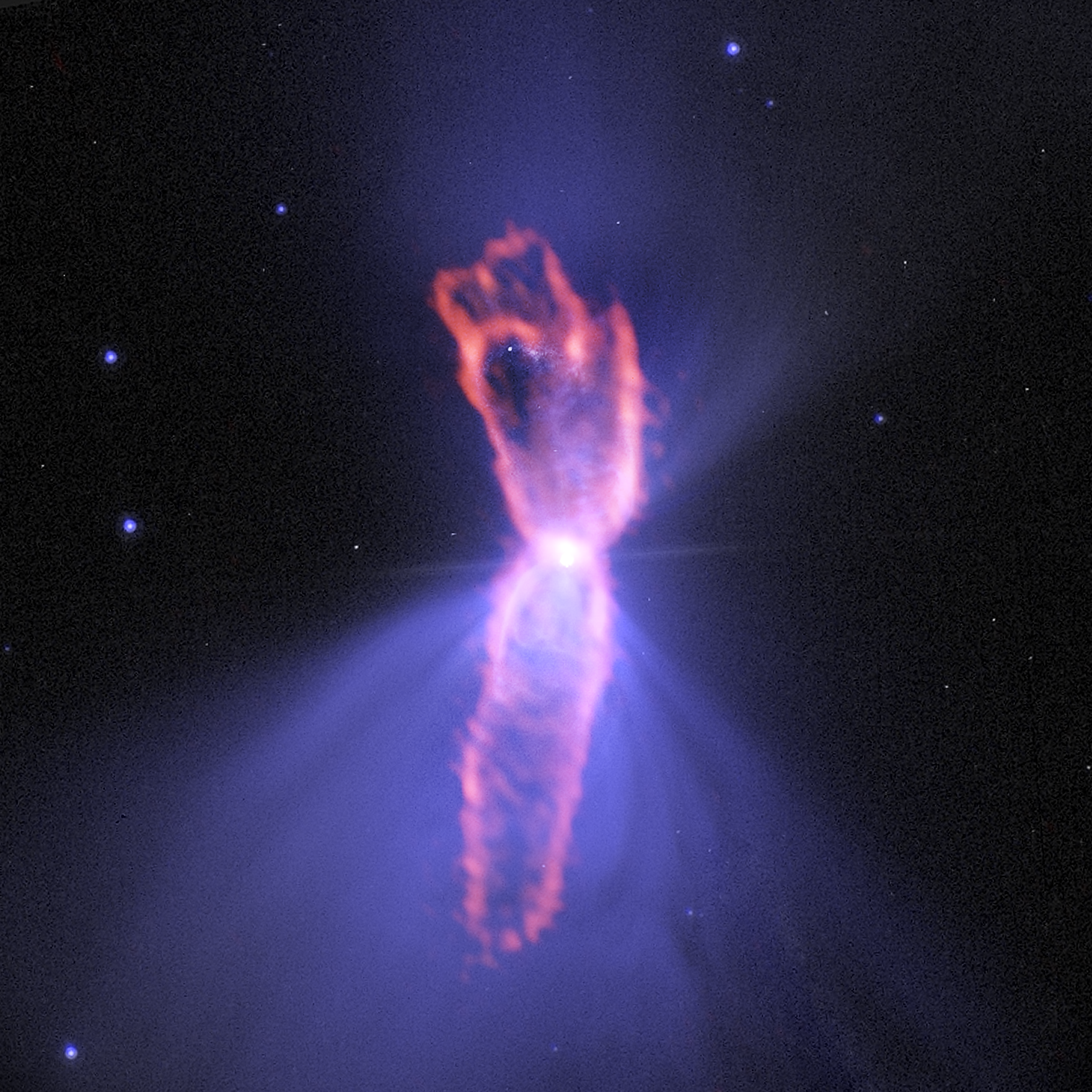
Rött filter tillämpat på monokromatisk data